# Timms Hill
Met een hoogte van 595 m boven de zeespiegel is Timms Hill het hoogste natuurlijke punt van de Amerikaanse staat Wisconsin. Het is het op 38 na hoogste state highpoint in de VS, vóór High Point in New Jersey en na Mount Arvon in Michigan.
Timms Hill is gelegen in het noorden van de staat, in Timms Hill County Park op het grondgebied van de gemeente Hill, in Price County.
Boven op Timms Hill staat een uitkijktoren, die een panoramisch zicht op de omgeving biedt. De top van Timms Hill ligt op ongeveer 1,5 km ten oosten van Highway 86, halverwege tussen de steden Ogema en Spirit, en 37 km ten westen van Tomahawk.
De snelste weg naar de top van Timms Hill is de circa 400 m lange Tower Trail. De startplaats van dit pad is makkelijk te bereiken vanaf Highway 86.